# Закохані Тюдори
«Закохані Тюдори: пристрасть і політика в епоху найвідомішої династії Англії» (англ. The Tudors in Love: Passion and Politics in the Age of England's Most Famous Dynasty) — публіцистична книга Сари Ґріствуд. У праці йдеться про династію Тюдорів та різноманітні романтичні стосунки її представників.

## Огляд
«Закохані Тюдори» — це історія періоду Тюдорів в Англії з акцентом на королівських представників династії Тюдорів та їхні романтичні стосунки. Ґріствуд стверджує, що значною мірою виправдання правління Тюдорів у Європі базувалося на їхніх взаєминах і «куртуазній любові», початки якої сягають понад 300 років. Приклади з книги охоплюють Генріха VIII і його шість дружин, страту Анни Болейн та придворних Єлизавети I.

## Рецепція
Книгу Закохані Тюдори позитивно сприйняли критики. Publishers Weekly відзначив деталі, якими Ґріствуд описала Тюдорів, а також її здатність розшифровувати «квітчасту мову епохи». Kirkus Reviews похвалив глибину книги, але критикував рівень літературознавства.  Тіна Браун, яка писала в The New York Times, описала книгу як «насичену, але переконливу» та похвалила Ґріствуд за гуманізацію різних представників династії Тюдорів. Історик Ґарет Рассел написав позитивну рецензію на книгу для The Times, описавши Ґріствуд як авторку, що «блискуче та цікаво висвітлила» той період часу.

## Переклад українською
В українському перекладі книжка вийшла 2024 року під назвою «Закохані Тюдори. Як любили і ненавиділи в середньовічній Англії» у видавництві Лабораторія. Перекладачка — Юлія Лозова.